# Nicolás Campisi
Dante Nicolás Campisi (Viedma, Provincia de Río Negro, Argentina; 29 de octubre de 1996) es un futbolista argentino. Juega como arquero y su primer equipo fue Sportivo San Lorenzo de Paraguay. Actualmente se encuentra en Tampa Bay Rowdies de la USL Championship de los Estados Unidos.

## Trayectoria
Inició su carrera deportiva dando sus primeros pasos en Aldosivi de Mar del Plata. A los 13 años se une a las filas de Talleres de la misma ciudad en donde debutaría profesionalmente con tan solo 14 años; tras su debut, el Independiente se haría con su ficha y terminaría formándolo deportivamente hasta llevarlo a ser parte del plantel profesional.
En el año 2015, le llegaría la oportunidad de emigrar al fútbol europeo de la mano de la Real Sociedad, sin embargo debido a problemas burocráticos entre clubes la operación no se llegó a completar. 
En 2016 desembarca en Tigres UANL del Fútbol Mexicano donde después de disputar algunos partidos amistosos y de común acuerdo abandona la institución.
Recién en el 2019 consigue de forma estable asentarse en Paraguay de la mano del Sportivo San Lorenzo, quien lo ficharía tras un breve paso por el Martos CD del ascenso español. A mediados del mismo año y tras una excelente actuación en el equipo de reservas, el Sportivo Luqueño haría uso de sus servicios en condición de préstamo. Tras alternar en algunas ocasiones el banco de suplentes, recién en el año 2020 consigue su debut en Primera División, donde jugo hasta al año 2021. A mediados del mismo año pasa a las filas del Toluca de México, que lo cede a préstamo a Sol de América, hasta el 31 de diciembre del 2021.
En 2022 es cedido a préstamo al Atlético Tucumán donde permanece seis  meses, en julio de ese mismo año se desvincula para ser nuevamente cedido Huracán.
En agosto de 2023, se convirtió en refuerzo de Unión de Santa Fe de la Liga Profesional de Argentina, donde firmó por 18 meses.

## Estadísticas
- Actualizado al 4 de julio de 2025

| Club                       | Div.                | Temporada           | Liga | Liga | Copa Nacional | Copa Nacional | Copa Internacional | Copa Internacional | Total | Total |
| Club                       | Div.                | Temporada           | PJ   | GR   | PJ            | GR            | PJ                 | GR                 | PJ    | GR    |
| -------------------------- | ------------------- | ------------------- | ---- | ---- | ------------- | ------------- | ------------------ | ------------------ | ----- | ----- |
| Sp. San Lorenzo Paraguay   | 1.ª                 | 2019                | 0    | 0    | -             | -             | -                  | -                  | 0     | 0     |
| Sp. San Lorenzo Paraguay   | Total               | Total               | 0    | 0    | -             | -             | -                  | -                  | 0     | 0     |
| Sp. Luqueño Paraguay       | 1.ª                 | 2019                | 0    | 0    | -             | -             | -                  | -                  | 0     | 0     |
| Sp. Luqueño Paraguay       | 1.ª                 | 20                  | 18   | -27  | -             | -             | 2                  | -3                 | 20    | -30   |
| Sp. Luqueño Paraguay       | 1.ª                 | 2021                | 14   | -23  | -             | -             | -                  | -                  | 14    | -23   |
| Sp. Luqueño Paraguay       | Total               | Total               | 32   | -50  | -             | -             | 2                  | -3                 | 34    | -53   |
| Sol de América Paraguay    | 1.ª                 | 2021                | 12   | -18  | -             | -             | -                  | -                  | 12    | -18   |
| Sol de América Paraguay    | Total               | Total               | 12   | -18  | -             | -             | -                  | -                  | 12    | -18   |
| Atlético Tucumán Argentina | 1.ª                 | 2022                | -    | -    | 10            | -15           | -                  | -                  | 10    | -15   |
| Atlético Tucumán Argentina | Total               | Total               | -    | -    | 10            | -15           | -                  | -                  | 10    | -15   |
| Huracán Argentina          | 1.ª                 | 2022                | 0    | 0    | -             | -             | -                  | -                  | 0     | 0     |
| Huracán Argentina          | 1.ª                 | 2023                | 2    | -3   | 0             | 0             | 0                  | 0                  | 2     | -3    |
| Huracán Argentina          | Total               | Total               | 2    | -3   | 0             | 0             | 0                  | 0                  | 2     | -3    |
| Unión Argentina            | 1.ª                 | 2023                | -    | -    | 2             | 0             | -                  | -                  | 2     | 0     |
| Unión Argentina            | 1.ª                 | 2024                | 1    | -1   | 11            | -10           | -                  | -                  | 12    | -11   |
| Unión Argentina            | Total               | Total               | 1    | -1   | 13            | -10           | -                  | -                  | 14    | -11   |
| Tampa Estados Unidos       | 2.ª                 | 2025                | 9    | -17  | 2             | -5            | -                  | -                  | 11    | -22   |
| Tampa Estados Unidos       | Total               | Total               | 9    | -17  | 2             | -5            | -                  | -                  | 11    | -22   |
| Total en su carrera        | Total en su carrera | Total en su carrera | 56   | -89  | 25            | -30           | 2                  | -3                 | 83    | -122  |